# Strange Frontier
A Strange Frontier Roger Taylor második szólóalbuma, amely 1984-ben jelent meg. A Strange Frontier Bruce Springsteen brit verziójaként tűnt fel. 
Roger dalain lehet hallani a Springsteenes hangzást, emellett Roger még egy olyan dalt is felrakott erre az albumra, amit Bruce írt.

## Az album dalai
1. Strange Frontier (Taylor) 4:16
2. Beautiful Dreams (Taylor) 4:23
3. Man on Fire (Taylor) 4:05
4. Racing In The Streets (Bruce Springsteen) 4:28
5. Masters of War (Bob Dylan) 3:51
6. Killing Time (Taylor) 4:58
7. Abandonfire (Taylor/Richards) 4:12
8. Young Love (Taylor) 3:22
9. It's An Illusion (Taylor/Parfitt) 4:03
10. I Cry For You (Taylor/Richards) 4:16

## Slágerlista alakulása
| Helyezés | 30 | 43 | 66 | 79 |

## Közreműködők
- Roger Taylor: dob, ütőshangszerek, vokál
- David Richards: billentyűsök, háttérvokál
- Rick Parfitt: gitár, háttérvokál